# 부피 형식
수학에서 부피 형식(영어: Volume form) 또는 최고차 형식(영어: top-dimensional form)은 미분 다양체 차원과 동일한 차수를 가진 미분 형식이다. 따라서 {\displaystyle n}차원 다양체 {\displaystyle M}에서 부피 형식은 제 {\displaystyle n}미분 형식이다. 선다발 {\displaystyle \textstyle {\bigwedge }^{n}(T^{*}M)}의 단면 공간 {\displaystyle \Omega ^{n}(M)}의 원소이다. 다양체는 방향을 잡을 수 있는 경우에만 사라지지 않는 부피 형식을 허용한다. 유향 다양체는 무한히 많은 부피 형식을 가진다. 왜냐하면 부피 형식을 여기서에도 모든 곳에서 영이 되지 않는 실수 값 함수로 곱하면 또 다른 부피 형식이 생성되기 때문이다. 방향이 지정되지 않는 다양체에서는 대신 밀도라는 약한 개념을 정의할 수 있다.
부피 형식은 미분 다양체에서 함수의 적분을 정의 할 수 있게 한다. 다른 말로, 부피 형식은 함수가 적절한 르베그 적분에 의해 적분될 수 있는 것과 관련하여 측도를 제공한다. 부피 형식의 절대값은 부피 요소 로 꼬인 부피 형식 또는 준 부피 형식이라고도 다양하게 알려져 있다. 또한 측도를 정의하지만 방향 지정 가능 여부에 관계없이 미분 가능 다양체에 존재한다.
리만 기하학에서 부피 형식은 유향 준 리만 다양체에 대하여 정의되는 특별한 최고 차수 실수 미분 형식이다. 이를 적분하여, 다양체의 구역의 부피를 정의할 수 있다.
복소 다양체인 켈러 다양체는 자연적으로 방향이 지정되어 있으므로 부피 형식을 가진다. 보다 일반적으로,  심플렉틱 다양체에서 심플렉틱 형식의 {\displaystyle n}외승은 부피 형식이다. 많은 다양체 종류들에는 정규 부피 형식이 있다: 선호하는 부피 형식을 선택할 수 있는 추가 구조가 있다. 유향 준-리만 다양체는 연관된 표준 부피 형식을 가진다.

## 방향
다음은 미분 다양체의 방향에 관한 것이다(위상 다양체에서 정의된 보다 일반적인 개념임).
다양체는 모든 추이 함수에 양의 야코비 행렬식을 갖는 아틀라스가 있는 경우 유향이다. 이러한 극대 아틀라스의 선택은 {\displaystyle M}에서 방향을 결정한다. {\displaystyle M} 위의 부피 형식 {\displaystyle \omega }은 {\displaystyle M}의 아틀라스처럼 자연스러운 방식으로 {\displaystyle \omega }를 유클리드 부피 형식 {\displaystyle dx^{1}\wedge \cdots \wedge dx^{n}}의 양의 배수로 보내는 방향을 제시한다.

부피 형식은 또한 {\displaystyle M}에서 선호하는 틀의 지정을 허용한다. 접벡터의 기저 {\displaystyle (X_{1},\ldots ,X_{n})}가 만약

| {\displaystyle \omega \left(X_{1},X_{2},\ldots ,X_{n}\right)=1.} | \| \| \| \| \| \| \| \| | (1) |
|                                                                  |                         |     |
|                                                                  |                         |     |
이면 오른손잡이라고 한다. 양의 행렬식을 가진 {\displaystyle n}차원 일반 선형 사상군 {\displaystyle \mathrm {GL} ^{+}(n)}이 모든 오른손잡이 틀의 모임에 작용한다. 이는 {\displaystyle M}의 선형 틀 다발의 {\displaystyle \mathrm {GL} ^{+}(n)}-부분 주다발을 형성하고, 따라서 부피 형식와 관련된 방향은 {\displaystyle M}의 틀 다발을 구조 군 {\displaystyle \mathrm {GL} ^{+}(n)}이 있는 부분 다발로 표준 축소를 제공한다. 즉, 부피 형식이 {\displaystyle M}의 {\displaystyle \mathrm {GL} ^{+}(n)}-구조에 발생한다. 틀을 고려하면 더 많은 축소가 가능하다.{\displaystyle \omega \left(X_{1},X_{2},\ldots ,X_{n}\right)>0.}따라서 부피 형식은 {\displaystyle \mathrm {SL} (n)} -구조를 발생시킨다. 반대로 주어진 {\displaystyle \mathrm {SL} (n)}-구조에 대해, 특수 선형 틀이 (1)을 만족하도록 하고, 필요한 {\displaystyle n}-형식 {\displaystyle \omega }이 동차성을 가져야함을 통해 풀면 부피 형식을 복원 할 수 있다.
다양체는 여기서에도 모든 곳에서 영이 아닌 부피 형식이 있는 경우에만 방향을 지정할 수 있다. 물론, {\displaystyle \mathrm {GL} ^{+}=\mathrm {SL} \times \mathbb {R} ^{+}}이므로 {\displaystyle \mathrm {SL} (n)\to \mathrm {GL} ^{+}(n)}는 변형 수축이다. 여기서 양의 실수는 스칼라 행렬로 포함된다. 따라서, 모든 {\displaystyle \mathrm {GL} ^{+}(n)} 구조는 {\displaystyle \mathrm {SL} (n)} 구조로 축약가능하며, {\displaystyle \mathrm {GL} ^{+}(n)} 구조는 {\displaystyle M}에 주어진 방향과 일치한다. 보다 구체적으로, 행렬식 다발 {\displaystyle \Omega ^{n}(M)}의 자명함  은 다양체의 가향성과 동일하며 선다발은 모든 곳에서 영이 아닌 단면이 있는 경우에만 자명하다. 따라서 부피 형식의 존재는 가향성과 동일하다.

## 측도와의 관계
유향 다양체에 주어진 부피 형식 {\displaystyle \omega }에 대해, 밀도 {\displaystyle |\omega |}는 방향을 잊어버리고 얻은 무방향 다양체의 준 부피 형식이다. 밀도는 비방향성 다양체에서 더 일반적으로 정의될 수도 있다.
모든 준 부피 형식 {\displaystyle \omega }(따라서 모든 부피 형식)은 보렐 집합에 대한 측도를 다음과 같이 정의한다.{\displaystyle \mu _{\omega }(U)=\int _{U}\omega .}차이점은 측도값이 (Borel) 부분 집합에 대해 적분될 수 있는 반면 부피 양식은 방향이 있는 상자에 대해서만 적분 될 수 있다는 것이다. 일변수 미적분에서 {\textstyle \int _{b}^{a}f\,dx=-\int _{a}^{b}f\,dx}임은 {\displaystyle dx}를 단순한 측도가 아닌 부피 형식으로 본다는 뜻이다, 그리고 {\textstyle \int _{b}^{a}}는 "상자 {\displaystyle [a,b]} 전체에서 반대 방향으로 적분"을 나타낸다."
또한 일반적인 측도는 연속적이거나 매끄러울 필요가 없다. 부피 형식으로 정의할 필요가 없으며 더 구체적으로, 주어진 부피 형식에 대한 라돈-니코딤 도함수가 절대 연속일 필요는 없다.

## 발산
{\displaystyle M}에 주어진 부피 형식 {\displaystyle \omega }에 대해 벡터장 {\displaystyle X}의 발산을 {\displaystyle \operatorname {div} X}로 표시되는 유일한 스칼라 값 함수로 정의할 수 있다.{\displaystyle (\operatorname {div} X)\omega =L_{X}\omega =d(X\mathbin {\!\rfloor } \omega ),}여기서 {\displaystyle L_{X}}는 {\displaystyle X}를 따른 리 미분을 나타낸다. 그리고 {\displaystyle X\mathbin {\!\rfloor } \omega }는 내부곱 또는 {\displaystyle X}을 따른 {\displaystyle \omega }의 왼쪽 수축을 나타낸다. 만약에 {\displaystyle X}가 콤팩트 지지 벡터장이며 {\displaystyle M}는 경계가 있는 다양체이면 스토크스의 정리는 다음을 의미한다.{\displaystyle \int _{M}(\operatorname {div} X)\omega =\int _{\partial M}X\mathbin {\!\rfloor } \omega ,}이는 발산 정리의 일반화이다.
솔레노이드 벡터장은 {\displaystyle \operatorname {div} X=0}이 성립하는 벡터장이다. 리 미분의 정의에 따르면 솔레노이드 벡터장의 흐름에서 부피 형식이 보존된다. 따라서 솔레노이드 벡터장은 정확히 부피 보존 흐름을 갖는 것이다. 이 사실은 예를 들어 속도장의 발산이 유체의 압축성을 측도하는 유체역학에서 잘 알려져 있으며, 이는 다시 유체의 흐름을 따라 부피가 보존되는 정도를 나타낸다.

## 주요 예제들

### 리 군
모든 리 군에 대해 자연스러운 부피 형식은 병진 변환에 의해 정의될 수 있다. 즉, 만약 {\displaystyle \omega _{e}}가 {\displaystyle {\textstyle \bigwedge }^{n}T_{e}^{*}G,}의 원소이면, 왼쪽 불변 형식은 {\displaystyle \omega _{g}=L_{g^{-1}}^{*}\omega _{e},}과 같이 정의될 수 있다. 여기서 {\displaystyle L_{g}}는 왼쪽 병진 변환이다. 결과적으로 모든 리 군에 방향을 지정할 수 있다. 이 부피 형식은 스칼라곱을 기준으로 유일하며 해당 측도를 하르 측도라고 한다.

### 심플렉틱 다양체
모든 심플렉틱 다양체(또는 버금 심플렉틱 다양체)에는 자연스러운 부피 형식이 있다. 만약에 {\displaystyle M}이 심플렉틱 형식 {\displaystyle \omega }이 주어진 {\displaystyle 2n} 차원 의 차원 다양체이면,  {\displaystyle \omega ^{n}}는 심플렉틱 형식의 비퇴화성의 결과로 모든곳에서 0이 아니다. 결과적으로 모든 심플렉틱 다양체는 방향을 지정할 수 있다(실제로, 방향이 지정되어 있다). 다양체가 심플렉틱이면서 리만인 경우 다양체가 켈러이면 두 부피 형식이 일치한다.

### 리만 부피 형식
임의의 유향 준-리만(리만을 포함) 다양체는 자연스러운 부피 형식을 가지고 있다. 국소 좌표계에서, 이는{\displaystyle \omega ={\sqrt {|g|}}dx^{1}\wedge \dots \wedge dx^{n}}로 표현될 수 있다. 여기서 {\displaystyle dx^{i}}는 다양체의 여접다발에 대해 양의 방향 기저를 형성하는 제 1미분형식이다. 여기서, {\displaystyle |g|}는 다양체에서 계량 텐서의 행렬 표현의 행렬식의 절대값이다. 부피 형식은 다음과 같이 다양하게 표시된다.{\displaystyle \omega =\mathrm {vol} _{n}=\varepsilon ={\star }(1).}여기서, {\displaystyle {\star }}는 호지 별이므로 마지막 형식 {\displaystyle {\star }(1)}은 부피 형식이 레비-치비타 텐서 {\displaystyle \varepsilon }와 동일한 다양체의 상수 사상의 호지 쌍대임을 강조한다.
그리스 문자 {\displaystyle \omega }는 부피 형식을 나타내는 데 자주 사용되지만 이 표기법은 완전히 보편적이지는 않다. 기호 {\displaystyle \omega }는 종종 미분 기하학에서 많은 다른 의미(예: 심플렉틱 형식)를 뜻한다.

## 부피 형식의 불변량
부피 형식은 유일하지 않다. 그것들은 다음과 같이 다양체에서 모든 곳에서 영이 아닌 함수 위에 꼬임을 형성한다: {\displaystyle M}에 부피 형식 {\displaystyle \omega }과 모든 곳에서 영이 아닌 함수 {\displaystyle f}가 주어지면, {\displaystyle f\omega }는 {\displaystyle M}의 부피 형식이다.  반대로 두 가지 부피 형식 {\displaystyle \omega ,\omega '}이 주어지면 이들이 비는 모든 곳에서 영이 아닌 함수이다(동일한 방향을 정의하면 양수, 반대 방향을 정의하면 음수).
좌표에서 둘 다 단순히 모든 곳에서 영이 아닌 함수 곱하기 르베그 측도이며 비는 좌표 선택과 무관한 함수의 비이다. 내재적으로 이것은 {\displaystyle \omega }에 대한 {\displaystyle \omega '}의 라돈-니코딤 도함수이다. 유향 다양체에서 두 부피 형식의 비는 라돈-니코딤 정리의 기하학적 형태로 생각할 수 있다.

### 국소 구조의 부재
다양체의 부피 형식은 작은 열린 집합에서 주어진 부피 형식와 유클리드 공간의 부피 형식을 구별하는 것이 불가능하다는 점에서 국소 구조가 없다 (Kobayashi 1972). 즉, 모든 점 {\displaystyle p\in M}에 대해 {\displaystyle p}의 열린 이웃 {\displaystyle U}과 {\displaystyle U}에서 부피 형식이 {\displaystyle \varphi }를 따라 {\displaystyle dx^{1}\wedge \cdots \wedge dx^{n}}를 당긴 것이 되는 {\displaystyle U}에서  {\displaystyle \mathbb {R} ^{n}}의 열린 집합으로 가는 미분동형사상 {\displaystyle \varphi }가 존재한다.
결과적으로, 만약 {\displaystyle M}, {\displaystyle N}이 각각 부피 형식 {\displaystyle \omega _{M},\omega _{N}}을 갖는 두 가지 다양체이면, 모든 점 {\displaystyle m\in M,n\in N}에 대해 {\displaystyle m}의 열린 이웃 {\displaystyle U}과 {\displaystyle n}의 열린 이웃 {\displaystyle V}, 그리고 {\displaystyle V}에 제한된 {\displaystyle N} 위의 부피 형식이 {\displaystyle U}에 제한된 {\displaystyle M}의 부피 형식으로 당겨지는(즉, {\displaystyle f^{*}\omega _{N}\vert _{V}=\omega _{M}\vert _{U}}) 함수{\displaystyle f:U\to V}가 있다.
1차원에서 다음과 같이 증명할 수 있다. {\displaystyle \mathbb {R} }에 주어진 부피 형식 {\displaystyle \omega }에 대해{\displaystyle f(x):=\int _{0}^{x}\omega .}로 정의 하자. 그러면 표준 르베그 측도 {\displaystyle dx}는 {\displaystyle \omega }로 당겨진다. 즉, {\displaystyle f} : {\displaystyle \omega =f^{*}dx}. 구체적으로, {\displaystyle \omega =f'\,dx}. 더 높은 차원에서, 어떤 점 {\displaystyle m\in M}이 주어졌을 때, 그것은 국소적으로 {\displaystyle \mathbb {R} \times \mathbb {R} ^{n-1}}과 위상동형인 이웃을 가지고 있고, 동일한 절차를 적용할 수 있다.

### 대역 구조: 부피
연결 다양체 {\displaystyle M}의 부피 형식은 단일 전역 불변량, 즉 (전체) 부피 {\displaystyle \mu (M)}를 가진다. 이는 부피 형식 보존 사상에 대해 불변이다. 이것은 {\displaystyle \mathbb {R} ^{n}}에서 르베그 측도과 같이 무한대 일 수 있다. 연결이 아닌 다양체에서 각 연결 성분의 부피는 불변량이다.
만약 {\displaystyle f:M\to N}가 {\displaystyle \omega _{N}}를 {\displaystyle \omega _{M}}로 당기는 위상 동형이면,{\displaystyle \mu (N)=\int _{N}\omega _{N}=\int _{f(M)}\omega _{N}=\int _{M}f^{*}\omega _{N}=\int _{M}\omega _{M}=\mu (M)\,}이고 두 다양체는 동일한 부피를 가진다.
피복 사상으로 부피 형식을 다시 가져올 수도 있다. 이 경우 부피에 올의 기수를 곱한다(공식적으로는 올를 따라 적분하여). 무한 덮개의 경우(예: {\displaystyle \mathbb {R} \to S^{1}}), 유한 부피 다양체의 부피 형식은 무한 부피 다양체의 부피 형식으로 당겨진다.

## 준 리만 다양체에서 정의
{\displaystyle n=p+q}차원 유향 준 리만 다양체 {\displaystyle (M,g)}가 주어졌다고 하자. 그렇다면, 그 부피 형식은 다음과 같은 {\displaystyle n}차 실수 미분 형식
{\displaystyle \omega \in \Omega ^{n}(M;\mathbb {R} )}
이다.
{\displaystyle \omega ={\sqrt {(-)^{q}\det g}}\,\mathrm {d} x^{1}\wedge \dotsb \wedge \mathrm {d} x^{n}}
여기서
- {\displaystyle (x_{1},\dotsc ,x_{n})}은 {\displaystyle M}의 (홀로노믹) 국소 좌표계이며, 그 방향은 양의 방향이다.
- {\displaystyle \det g}는 다음과 같은, 리만 계량의 성분으로 구성된 {\displaystyle n\times n} 대칭 행렬의 행렬식이다.
{\displaystyle {\begin{pmatrix}g_{11}&\dotsm &g_{1n}\\\vdots &\ddots &\vdots \\g_{n1}&\dotsm &g_{nn}\end{pmatrix}}}

{\displaystyle \det g}는 만약 {\displaystyle q}가 짝수라면 양수이며, {\displaystyle q}가 홀수라면 음수이다. 즉,
{\displaystyle (-)^{q}\det g=\left|\det g\right|}
이다.

## 성질
부피 형식은 준 리만 다양체의 방향에 의존한다. 만약 방향을 뒤집는다면, 부피 형식은
{\displaystyle \omega \mapsto -\omega }
로 변환한다. 비가향 다양체의 경우, 부피 형식을 정의할 수 없다(다만, 부피의 개념 자체는 밀도의 개념을 사용하여 정의될 수 있다).

## 같이 보기
- 원통좌표계의 부피 형식
- 측도
- 푸앵카레 측도는 복소 평면에서 부피 형식을 준다
- 구면좌표계의 부피 형식

## 참고 문헌
- Kobayashi, S. (1972), 《Transformation Groups in Differential Geometry》, Classics in Mathematics, Springer, ISBN 3-540-58659-8, OCLC 31374337.
- Spivak, Michael (1965), 《Calculus on Manifolds》, Reading, Massachusetts: W.A. Benjamin, Inc., ISBN 0-8053-9021-9.